# Josef Demontovicz
Josef Demontovicz, född 3 februari 1823 i guvernementet Kovno i Litauen, död 4 april 1876 i Stockholm, var en polsk emigrant. 
Demontovicz ankom 1863 till Sverige såsom civilkommissarie vid Teofil Łapińskis expedition och såsom ombud för nationalregeringen i Warszawa. Efter januariupprorets undertryckande kvarstannade han i Sverige, där han i flera år drev vinhandel.